# نیو رامنی
latitudeنیو رامنیlongitudeنیو رامنی
نیو رامنی (به انگلیسی: New Romney) یک منطقهٔ مسکونی در انگلستان است که در جنوب شرقی انگلستان واقع شده‌است.

## خصوصیات
نیو رامنی ۶٬۹۵۳ نفر جمعیت دارد.